# 혼다 시게쓰구

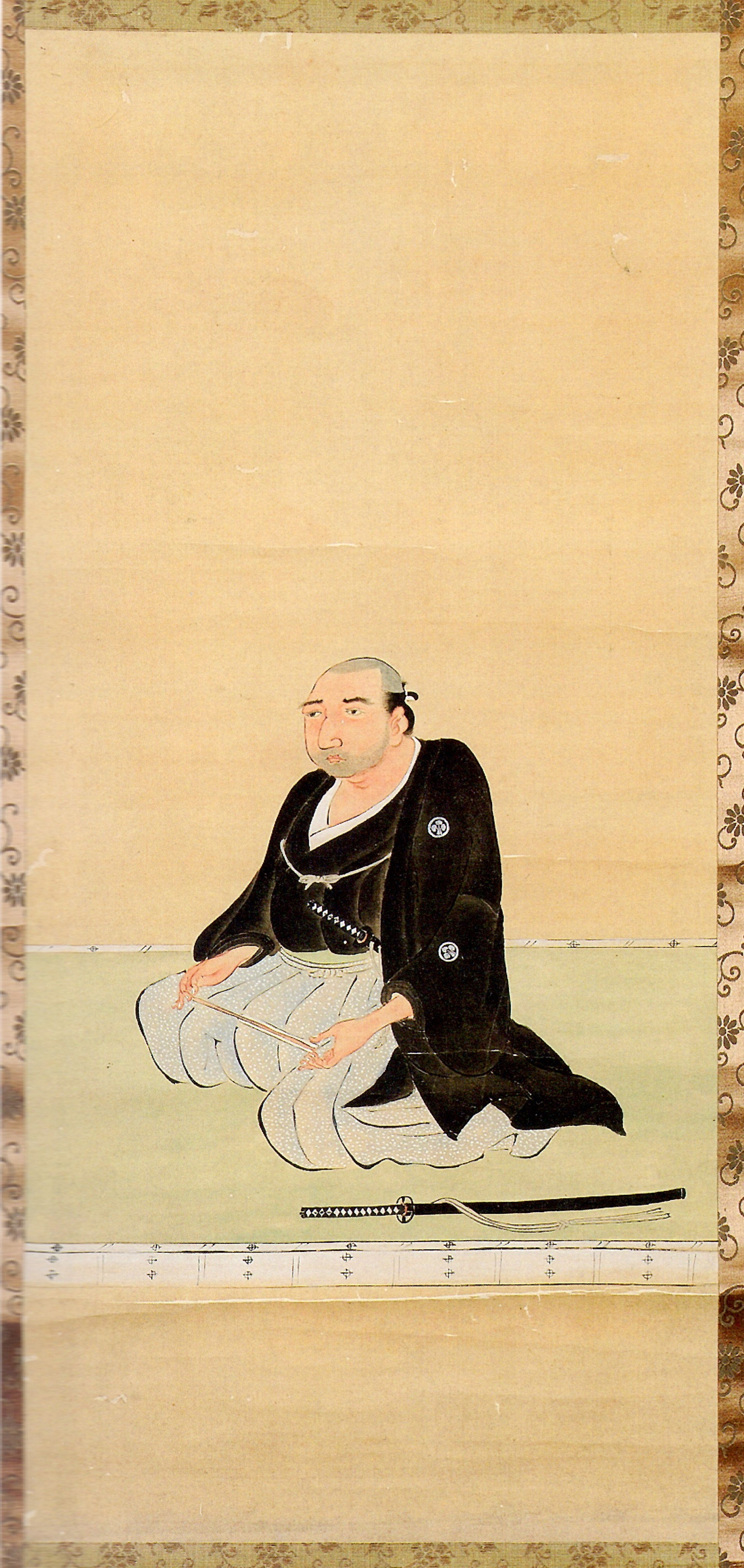
혼다 시게쓰구

혼다 시게쓰구(일본어: 本多重次, 1529년 ~ 1596년)는 센고쿠 시대부터 아즈치모모야마 시대까지의 무장이다. 도쿠가와씨의 가신. 혼다 시게마사(本多重正)의 아들. 자식은 에치젠 마루오카 번주 혼다 나리시게(本多成重). 통칭은 사쿠자에몬(作左衛門).

## 같이 보기
- 혼다 도미마사 - 형 시게토미의 아들이자 후쿠이번 가로